# 欧洲川鲽
欧洲川鲽（学名：Platichthys flesus）是分布于欧洲近海的一种比目鱼，生活于泥泞的浅海和河口湾。其自然分布范围北至白海，南至地中海和黑海，并通过压舱水被意外引入加拿大和美国水域，可食用。
欧洲川鲽为椭圆形，双眼挤在右侧，成年体长一般为25-30厘米，最长可达60厘米。身体上半部一般为暗棕色，分布有红褐色斑点，腹部为白色。这种鱼可将其背部颜色调整为与所处环境相似以使伪装效果更好。该鱼以无脊椎动物为食，主要是甲壳类动物、蠕虫和软体动物。

## 物种命名
欧洲川鲽的属名Platichthys是古希腊语（扁的）和（鱼）组合而成的拼接词。

## 外貌描述
欧洲川鲽身体为椭圆形，体宽约为身长一半。目前最长的个体体长60厘米，最重纪录则是2.93千克，但一般个体则最多长到50厘米。
欧洲川鲽背腹扁平，常倚靠于身体一侧。在大部分幼鱼成长的过程中，其左眼会逐渐移动至其右侧，但也有百分之30的个体是右眼移动至左部。无论如何，其总是以眼睛所在的一侧朝上。这一侧呈橄榄绿色、淡棕色或浅黄褐色，夹杂有深褐色斑块和红色不规则斑点。而其身体朝下的一侧则一般为纯白色，其在欧洲的俗名“白牙鲆”便得名于这一特征。该鱼嘴小，吻部非常尖。其侧线几乎纵贯其腹部，仅在其胸鳍处有所弯曲。欧洲川鲽的背鳍自鱼头末端一直延伸至尾柄旁，无棘刺但有53-62根软条；臀鳍同样无棘刺，有37-46根软条；尾鳍为方形，长度约为尾柄的二倍。欧洲川鲽鳞片粗糙，侧线上有较大的鳞片，背鳍和胸鳍根部有小疣。

## 物种分布
欧洲川鲽自然分布于大西洋东岸和北冰洋部分水域，以及地中海、黑海、巴伦支海、波罗的海、白海等陆缘海，后随压舱水扩散至至伊朗、美国和加拿大的水域，但目前尚未证据认为欧洲川鲽可对本地生态系统造成严重影响。
欧洲川鲽生活于自潮下带至200米水深的沙质、泥质或卵石质海床等利于其伪装的环境中，亦会生活于河口湾等盐度较低的水域。在不列颠群岛，部分欧洲川鲽会在非繁殖季生活于淡水中，至繁殖季方洄游入海。有资料显示欧洲川鲽曾出现在离海数十公里的蒙哥马利郡、格温内斯和加斯唐的河流中。

## 生态

### 捕食

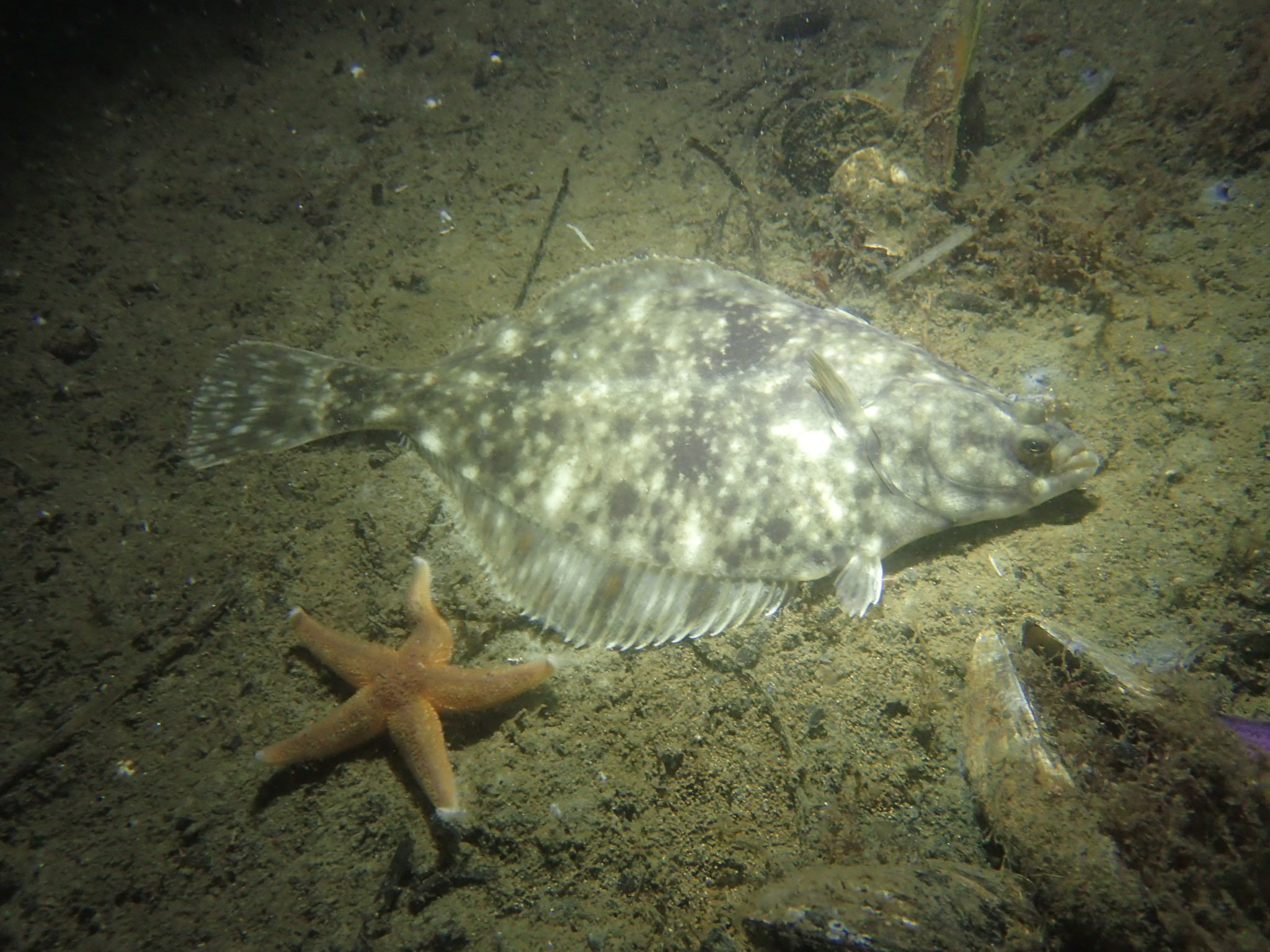
基尔附近海域的一条欧洲川鲽

欧洲川鲽为底栖鱼类，主要猎物为双壳纲贝类，也会捕食其他底栖生物，例如多毛纲的蠕虫、小型鱼类、虾和螺类。

### 洄游习性
欧洲川鲽有洄游习性。它们每年秋季会自淡水入海，一般会在初霜时抵达河口湾。欧洲川鲽会在晚秋时继续向更深的水域洄游越冬，并在春季时前往浅水繁殖。欧洲川鲽在洄游途中不吃不喝，每日前进5-7公里。

### 生命周期
不同纬度的欧洲川鲽繁殖季差别极大。低纬度海域的繁殖季可早至1月，而高纬度海域则可迟到7月才开始。欧洲川鲽的雌鱼会产下多达一百万枚卵子。这些卵子的密度均小于水，因此会浮上海面并在此过程中由同样轻于水的精子受精。受精卵一般在6-11天后孵化，具体孵化时间则取决于水温高低。刚孵化的鱼苗为随波逐流的浮游生物。开罗美国大学的研究员发现该鱼的鱼苗会在涨潮时聚集于海水中层，而在退潮时则聚集于底层。其推测欧洲川鲽可能会利用潮汐进入淡水河流。欧洲川鲽会的幼鱼多生活于河流下游和河口湾等盐度较低的浅水区，且性成熟时间较早：雄鱼平均在11.5厘米时就已性成熟；雌鱼的这一数据则是17厘米 。

### 种间关系
欧洲川鲽常和欧洲鲽杂交，这一现象在波罗的海西部尤其常见。2018年，赫尔辛基大学的研究团队发现波罗的海种一些在浅水区繁殖的欧洲川鲽实际上系另一物种。他们将其命名为“波罗的川鲽”，学名Platichthys solemdali。有研究指出在过去5000年间由于温度、盐度和人类捕捞等影响，欧洲川鲽在和波罗的川鲽的竞争中逐渐落入下风。

## 同人类间的关系

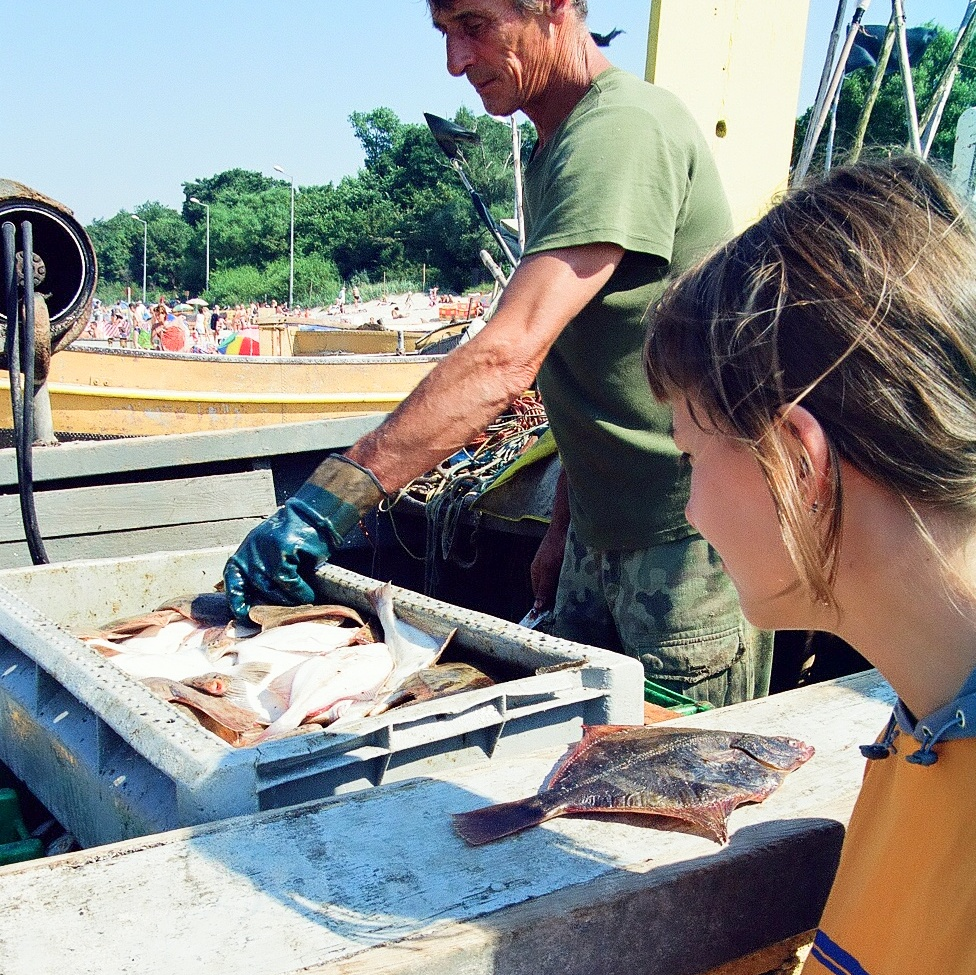
正在处理欧洲川鲽的渔民，摄于波兰格雷菲采县

### 经济利用
欧洲川鲽在欧洲各地是一种颇受欢迎的游钓鱼，在爱尔兰尤甚。专门捕捞欧洲川鲽的钓客常用灯光吸引夜行的欧洲川鲽上钩。该鱼可作食用鱼，但其肉质不如鳎和欧洲鲽，因此在欧洲许多垂钓者往往会放生上钩的欧洲川鲽，但美国美食家约翰·希尔兹却称赞欧洲川鲽“口感柔和，肉质上佳”。目前欧洲川鲽最主要的产地为波罗的海以及丹麦和荷兰周边水域。2010年，欧洲川鲽全球捕捞量为19000吨。其主要烹饪手法有烤、炸、煎、煮、烟熏等。 

### 污染问题
由于欧洲川鲽常生活在河口湾这一污染重灾区，其易受水中各类化学污染物的影响。许多污染严重水域的欧洲川鲽血液中有卵黄生成素等化学物质存在，并因此导致血液中的雌激素超标。虽然其受环境雌激素影响较低，但还是不断有发现双性个体的报告。

## 种群现状
总体来看，欧洲川鲽种群数量庞大、稳定，在可预见的未来无灭绝之虞，故IUCN将其评为“无危”（IUCN），唯有地中海种群因其在1980年代数量锐减而被评为“近危”（NT）。然而，由于在与欧洲鲽和波罗的川鲽的竞争中落入下风，欧洲川鲽在芬兰湾水域已几乎灭绝。